# (36159) 1999 RZ217
1999 RZ217 (asteroide 36159) é um asteroide da cintura principal. Possui uma excentricidade de 0.09890620 e uma inclinação de 12.59237º.
Este asteroide foi descoberto no dia 4 de setembro de 1999 por CSS em Catalina.